# Club de hockey junior de Montréal
Club de hockey junior de Montréal var ett proffsjuniorishockeylag som var baserat i Montréal, Québec och spelade i den kanadensiska proffsjuniorligan Ligue de hockey junior majeur du Québec (LHJMQ) mellan 2008 och 2011. De har sitt ursprung från St. John's Fog Devils som spelade i LHJMQ mellan 2005 och 2008.
2011 valde ligan köpa ut ägaren Mark Just för $3,5 miljoner i syfte att omlokalisera laget till Boisbriand och bli Armada de Blainville-Boisbriand.
Club de hockey junior de Montréal lyckades få fram spelare som Luke Adam (Columbus Blue Jackets), Jake Allen (St. Louis Blues), Louis Leblanc (Anaheim Ducks), Xavier Ouellet (Detroit Red Wings) och Cédric Paquette (Tampa Bay Lightning) som alla tillhör olika medlemsorganisationer i den nordamerikanska proffsligan National Hockey League (NHL).